# 8-битное Рождество
«8-битное Рождество» (англ. 8-Bit Christmas) — американская рождественская комедия Майкла Дауса, снятая по сценарию Кевина Якубовски, который основан на его книге. Фильм вышел 24 ноября 2021 года на сервисе HBO Max.

## Сюжет
Джейк Дойл со своей дочерью Энни отправляется на Рождество в дом своих родителей. Юная Энни умоляет папу подарить ей на Рождество смартфон. Отец объясняет дочери, что никакого телефона она не получит и рассказывает историю из своего детства, как он безумно хотел игровую приставку Nintendo Entertainment System (NES).
В классе Джейка был мальчик из богатой семьи по имени Тимми Кин, у которого раньше всех появилась приставка. Каждый день толпа детей собирались у его дома, где он выбирал, кого именно пустит сегодня к себе посмотреть приставку. Вскоре у него появился и контроллер-перчатка Power Glove, который должен был давать преимущество в игре. На деле же перчатка оказалась неудобным и непонятным в использовании девайсом. Из-за перчатки, играя на приставке в файтинг, Тимми проиграл девчонке, что вывело его из себя. В порыве ярости он разбил телевизор, который к тому же покалечил собаку.
Джейк решил, что ему нужна своя собственная приставка, но уговорить родителей подарить ему её на Рождество он не смог. Джейк и его друзья принялись усердно соревноваться между собой в продаже рождественских венков в своей скаутской организации, поскольку первым призом там была NES. Сестра Джейка подсказала ему, где найти много стариков для продажи им венков, а он в свою очередь должен был помочь ей уговорить родителей подарить ей на Рождество редкую куклу из серии «Малыши с капустной грядки». Джейк даже ходил с отцом на сделку с перекупщиком, чтобы купить эту куклу.
Джейк победил в конкурсе скаутов, но за свои старания получил лишь многотомную энциклопедию. Оказалось, что родители Тимми начали кампанию против видеоигр и подбили на это остальных родителей. Дети придумали новый план. Они решили объединиться и продать свои редкие коллекционные бейсбольные карточки, а на вырученные деньги купить приставку одну на всех. Они придумали целую спецоперацию по покупке приставки во время экскурсии в Чикаго, но эта приставка погибла под колёсами школьного автобуса из-за гололёда.
Наступило Рождество, на которое никакой приставки Джейк не получил. С другой стороны отец удивил его подаренной ему крепостью на дереве, сооружённой во дворе дома. Эта крепость и любовь отца стали для него лучшим подарком, а приставку Джейк купил себе сам в следующем году, после того как всё лето проработал на поле для гольфа.

## В ролях
- Уинслоу Фегли — юный Джейк Дойл
- Нил Патрик Харрис — взрослый Джейк Дойл
- Стив Зан — Джон Дойл, папа Джейка
- Джун Дайан Рафаэль — Кэти Дойл, мама Джейка
- Беллалуна Резник — Лиззи Дойл, сестра Джейка
- София Рид-Ганцерт — Энни Дойл, дочь Джейка
- Че Тафари — Майки Троттер
- Сантино Барнард — Эван Олсен
- Макс Малас — Джефф Фармер
- Бриэль Рэнкинс — Тэмми Ходжес
- Брэлин Рэнкинс — Тедди Ходжес
- Сайрус Арнольд — Джош Егорски
- Чендлер Дин — Тимми Кин
- Дэвид Кросс — перекупщик

## Приём
Отзывы критиков на фильм были в целом благожелательными. На Rotten Tomatoes рейтинг «свежести» фильма составляет 82 %. Консенсус критиков гласит: «Для зрителей, ищущих неприхотливую и сладко-ностальгическую оду рождественским сезонам прошлого». На Metacritic у фильма 66 баллов из 100. В Los Angeles Times похвалили кастинг, режиссуру и сценарий, отметив, что это «неожиданный претендент на звание лучшего рождественского фильма за последние несколько лет». По выражению The New York Times, это «тёплая и освежающе искренняя праздничная комедия».